# Benoît Vaugrenard
Benoît Vaugrenard (ur. 5 stycznia 1982 w Vannes) – francuski kolarz szosowy.

## Najważniejsze osiągnięcia
2005
- 2. miejsce w Paryż-Bourges
- 5. miejsce w Tour du Finistère

2007
- 1. miejsce w Polynormande
- 3. miejsce w Paryż-Camembert
- 5. miejsce w Tour du Finistère

2008
- 1. miejsce w Tour du Poitou-Charentes
  - 1. miejsce na 3. etapie
- 1. miejsce na 4. etapie Tour du Limousin
- 2. miejsce w Route Adélie de Vitré
- 3. miejsce w Paryż-Camembert
- 4. miejsce w Circuit de la Sarthe

2009
- 1. miejsce w Grand Prix d’Isbergues
- 3. miejsce w Circuit de la Sarthe
- 8. miejsce w Liège-Bastogne-Liège

2010
- 1. miejsce na 5. etapie Quatre Jours de Dunkerque
- 1. miejsce na 1. etapie Volta ao Algarve
- 3. miejsce w Route Adélie de Vitré
- 5. miejsce w Grand Prix de la Somme

2012
- 5. miejsce w Tour de Vendée

2014
- 4. miejsce w Boucles de l’Aulne

2018
- 2. miejsce w Route Adélie de Vitré